# Acanthodactylus boskianus
Espèce
Synonymes
- Lacerta boskiana Daudin, 1802
- Lacerta asper Audouin, 1827
- Scapteira inaequalis Gray, 1838

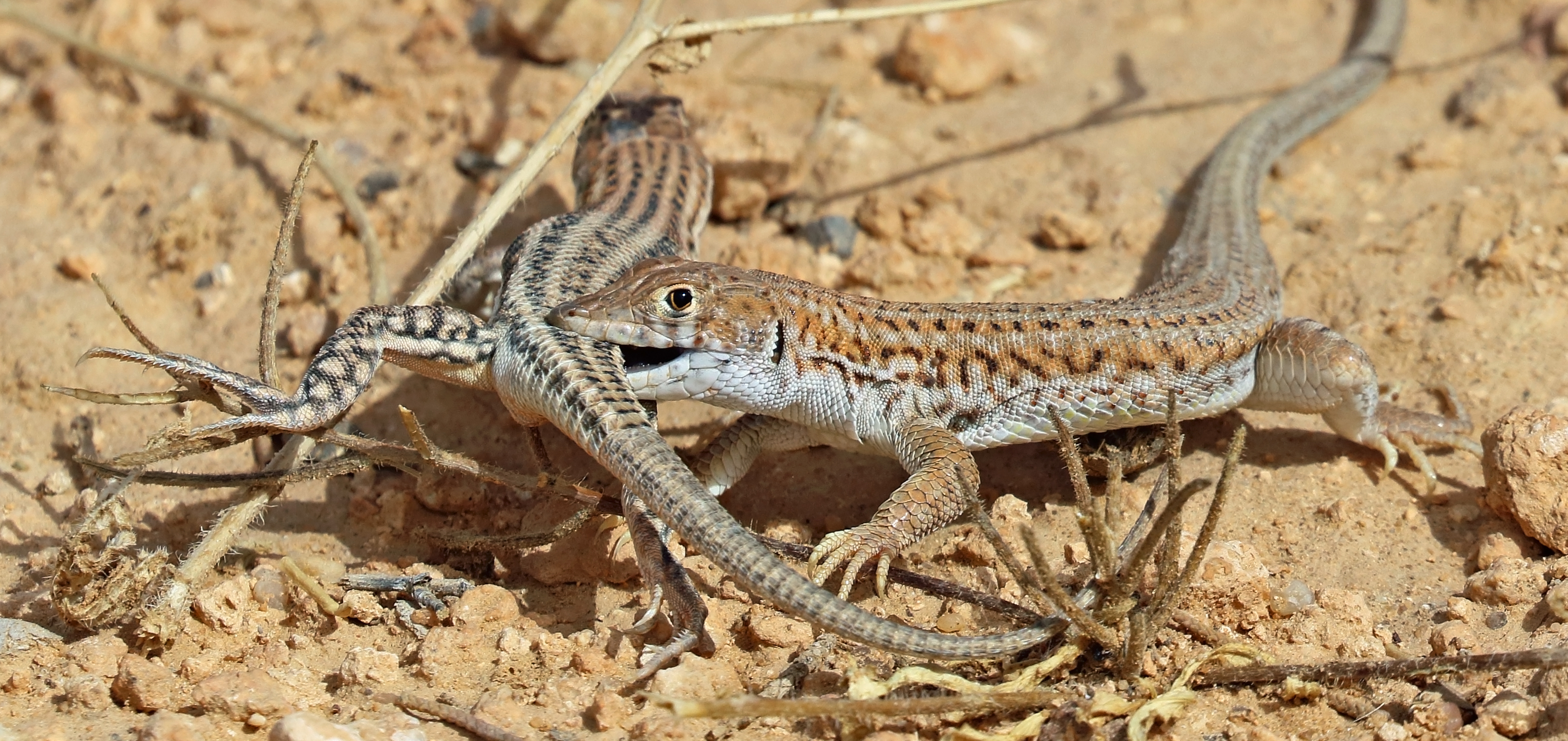
Acanthodactylus boskianus

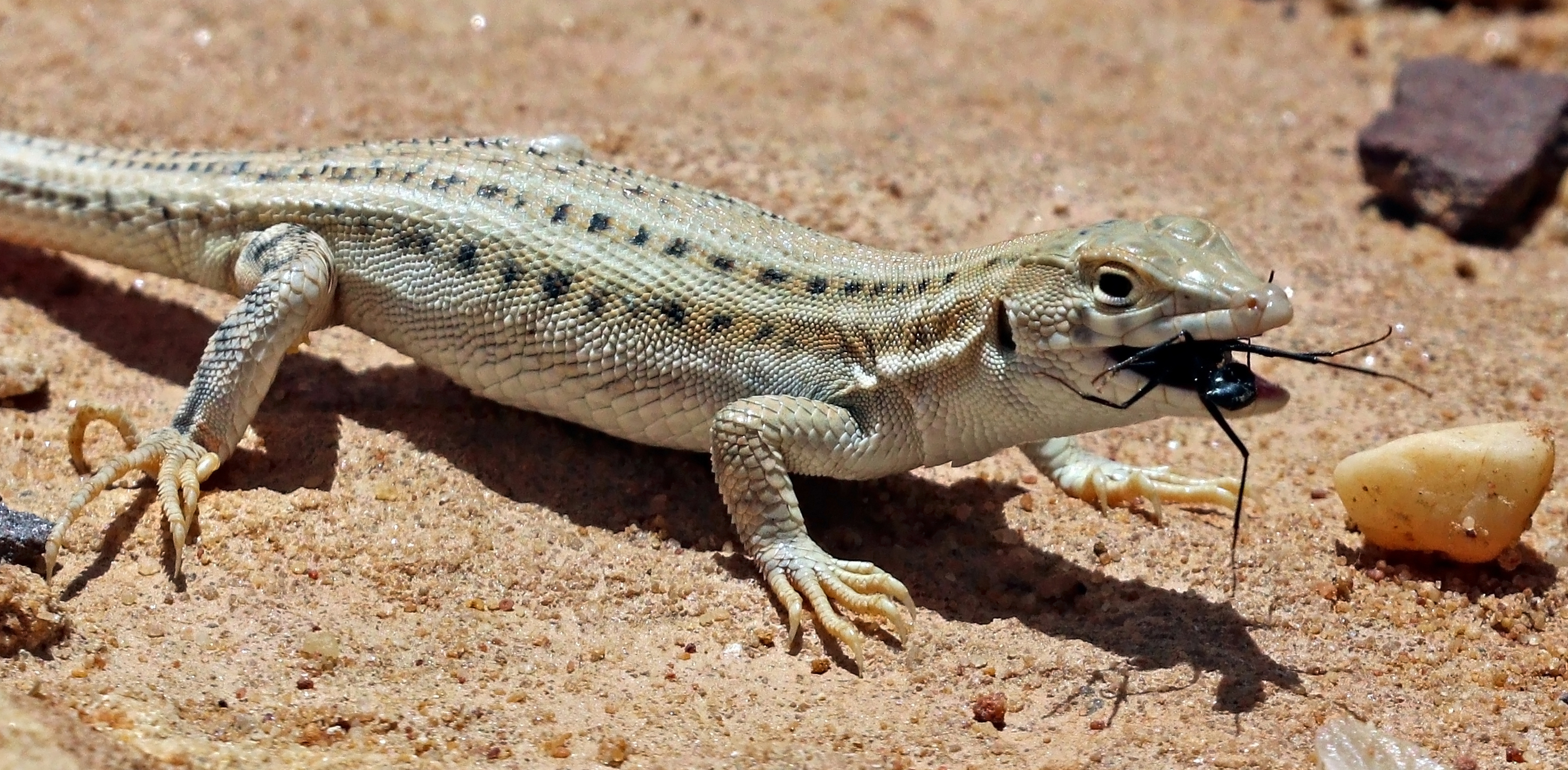
Un Acanthodactylus boskianus juvénile dans la réserve de biosphère de Dana en Jordanie. Mai 2018.

- Acanthodactylus boskianus var. syriacus Boettger, 1878
- Acanthodactylus schreiberi syriacus Boettger, 1878
- Lacerta longicauda Hemprich & Ehrenberg, 1899
- Acanthodactylus boskianus var. euphraticus Boulenger, 1919

Acanthodactylus boskianus est une espèce de sauriens de la famille des Lacertidae.

## Répartition
Cette espèce se rencontre :
- en Mauritanie, au Maroc, en Algérie, au Mali, au Niger, au Nigeria, en Tunisie, en Libye, en Égypte, au Soudan, en Érythrée, en Éthiopie ;
- en Israël, en Syrie, en Turquie, en Jordanie, en Arabie saoudite, en Oman, aux Émirats arabes unis, au Koweït, en Irak et en Iran[1].

## Liste des sous-espèces
Selon The Reptile Database (5 mai 2015) :
- Acanthodactylus boskianus asper (Audouin, 1827)
- Acanthodactylus boskianus boskianus (Daudin, 1802)
- Acanthodactylus boskianus euphraticus Boulenger, 1919
- Acanthodactylus boskianus khattensis Trape & Trape in Trape, Chirio & Trape, 2012
- Acanthodactylus boskianus nigeriensis Trape, Chirio & Geniez in Trape, Chirio & Trape, 2012

## Publications originales
- Audouin, 1827 : Explication sommaire des planches de reptiles (supplément), publiées par Jules-César Savigny, membre de l'Institut; offrant un exposé des caractères naturels des genres, avec la distinction des espèces. Description de l'Égypte, Histoire naturelle, Volume I, p. 97–140 (texte intégral).
- Audouin, 1829 : Explication sommaire des planches de reptiles (supplément), publiées par Jules-César Savigny, membre de l'Institut; offrant un exposé des caractères naturels des genres, avec la distinction des espèces. Description de l'Égypte, ou Recueil des Observations et des Recherches qui ont été faites en Égypte pendant l'expédition de l'Armée Française, publie par les Ordres de sa Majesté l'Empereur Napoléon le Grand, Histoire Naturelle, vol. 1, fasc. 4, p. 161-184
- Boettger, 1878 : Reptilien und Amphibien aus Syrien. Bericht über die Senckenbergische Naturforschende Gesellschaft in Frankfurt am Main,  vol. 1878, p. 57-84 (texte intégral).
- Boulenger, 1919 : On a new variety of Acanthodactylus boskianus Daud. from the Euphrates. Annals and Magazine of Natural History, sér. 9, vol. 3, p. 549-550 (texte intégral).
- Daudin, 1802 : Histoire Naturelle, Générale et Particulière des Reptiles; ouvrage faisant suit à l'Histoire naturelle générale et particulière, composée par Leclerc de Buffon; et rédigee par C.S. Sonnini, membre de plusieurs sociétés savantes, vol. 3, F. Dufart, Paris, p. 1-452 (texte intégral).
- Trape, Chirio & Trape, 2012 : Lézards, crocodiles et tortues d'Afrique occidentale et du Sahara. IRD Orstom, p. 1-503.